# OnePlus 10R
Lo OnePlus 10R è uno smartphone di fascia media prodotto da OnePlus, annunciato ad aprile e commercializzato da maggio 2022.

## Caratteristiche tecniche

### Hardware
Il dispositivo misura 163.3 x 75.5 x 8.2 mm e pesa 186 grammi. È dotato di un chipset MediaTek Dimensity 8100 Max (processo produttivo a 5 nm), con CPU octa-core e GPU ARM Mali-G610 MC6.
È stato commercializzato con 8 o 12 GB di RAM e 128 o 256 GB di memoria interna UFS 3.1 non espandibile.
Supporta le connettività 2G, 3G, 4G, 5G; Wi-Fi 802.11 a/b/g/n/ac/6, dual-band, Wi-Fi Direct, hotspot; Bluetooth 5.2, A2DP, LE; GPS, GLONASS, BDS, GALILEO; ha una porta USB-C 2.0 e l'NFC.
Il display è un Fluid AMOLED da 6.7 pollici con risoluzione Full HD+ (1080 x 2412 pixel), protezione con vetro Gorilla Glass 5, supporto HDR10+ e una densità di pixel di 394 ppi. Il sensore di impronte digitali è posizionato sotto lo schermo.
La fotocamera posteriore ha tre obiettivi, uno da 50 MP, f/1.8, PDAF, OIS, HDR, uno da 8 MP, f/2.2 (grandangolare) ed uno da 2 MP, f/2.4 (macro), con registrazione video 4K@30fps, gyro-EIS. La fotocamera anteriore è da 16 MP, con f/2.4 e registrazione video 1080p@30fps.
La batteria è una batteria ai polimeri di litio da 5000 mAh, con supporto per la ricarica rapida a 80 W.

### Software
Il dispositivo è dotato di sistema operativo Android 12, aggiornabile fino a Android 13, con interfaccia utente OxygenOS 13.